# Hipódromo Chile
El Hipódromo Chile es un hipódromo chileno, en donde se corren carreras de caballos en cancha de arena. Está ubicado entre las avenidas Independencia, Fermín Vivaceta, Hipódromo Chile y la calle David Arellano entre las comunas de Conchalí e Independencia en Santiago de Chile. Nació en 1904 por un grupo de 19 dueños y criadores.
La superficie de su pista es de arena y mide 1665 metros por 22 metros de ancho y en ella se disputan importantes carreras durante el año, siendo las más importantes el Gran Premio Hipódromo Chile, para caballos de 3 años y más; el Clásico St. Leger, una carrera de potrillos y potrancas de la Triple Corona; y el Sábado de Campeones.
Además cuenta con el Jardín Hipódromo Chile, ubicado en su zona central, un parque con área de pícnic, canchas de fútbol de pasto, juegos infantiles, equipamiento sanitario y zona de apuestas.

## Historia
Comenzó a funcionar en la primera década de 1900, realizando su primera carrera el 19 de septiembre de 1904, como parte de las celebraciones de la Fiesta Nacional de Chile. El primer director del hipódromo fue  Pedro Del Río Talavera. En sus inicios funcionaba provisionalmente en el sector sur de la ciudad cerca del zanjón de La Aguada. Buscando una ubicación definitiva, en 1905 compraron un terreno en el extremo norte de la ciudad en una zona conocida como La Palma. En 1906 se inauguran las nuevas instalaciones el día 15 de noviembre, con una reunión de 6 carreras.
La actividad hípica, con su intensa afluencia de aficionados, se constituyó en un importante factor de desarrollo urbano. La apertura de nuevas calles, la creación de la Plaza Chacabuco, la extensión del servicio eléctrico y de las líneas de tranvías se pueden contar como las iniciativas que impulsó y llevó a cabo la institución deportiva, transformando el ambiente de aquellos parajes aún semirrurales, y reforzando y prolongando al norte el carácter de eje urbano de la Avenida Independencia.

## Distancias
| Distancia   | Caballos    |
| ----------- | ----------- |
| 1000 Metros | 15 Caballos |
| 1200 Metros | 15 Caballos |
| 1300 Metros | 16 Caballos |
| 1400 Metros | 16 Caballos |
| 1500 Metros | 16 Caballos |
| 1600 Metros | 14 Caballos |
| 1800 Metros | 12 Caballos |
| 1900 Metros | 16 Caballos |
| 2000 Metros | 16 Caballos |
| 2200 Metros | 16 Caballos |
| 2400 Metros | 12 Caballos |

Desde los 1800 metros, los caballos pasan en dos ocasiones frente a la meta.

## Tipos de carreras

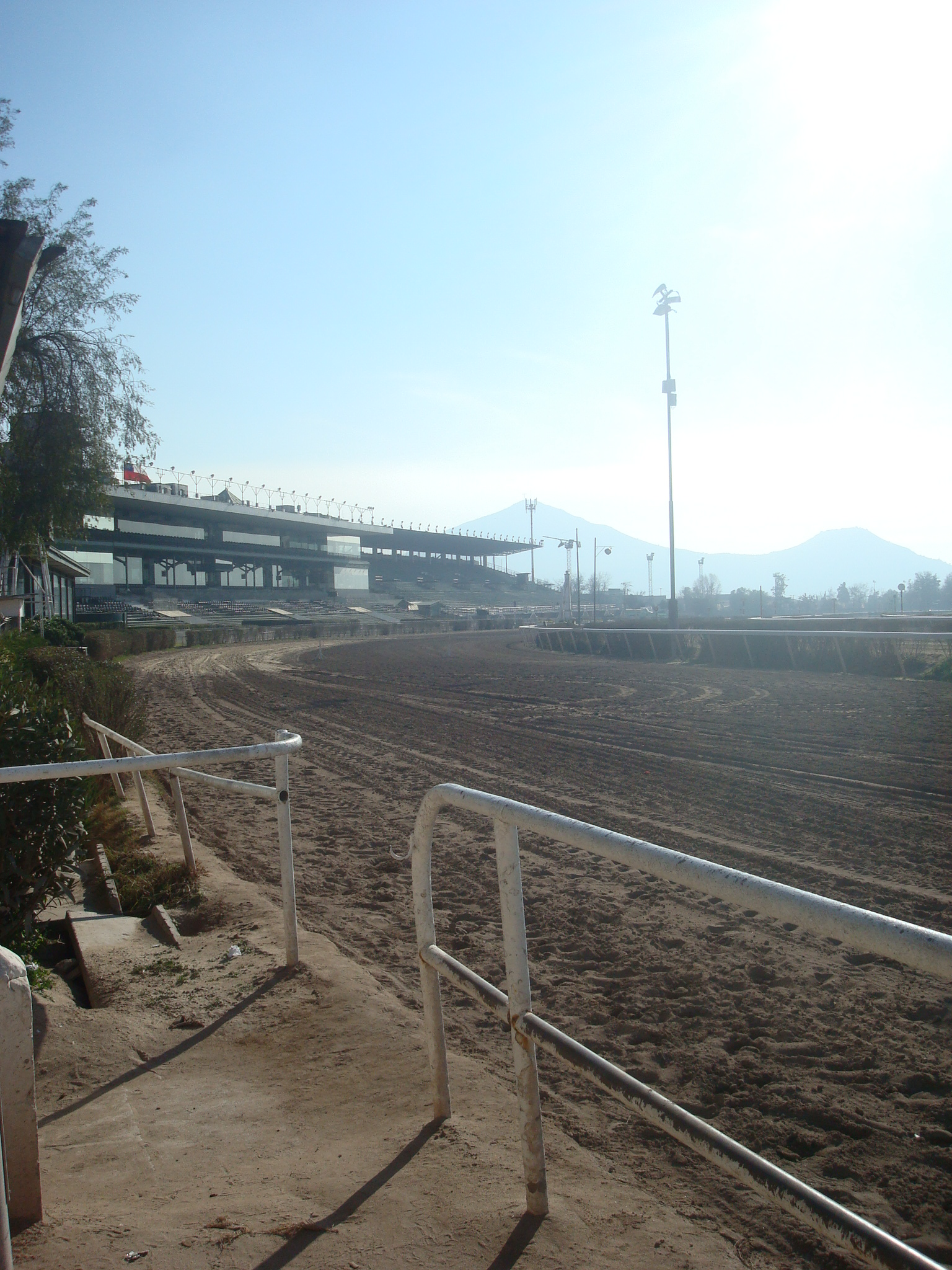
Pistas del hipódromo.

### Clásicos
1000 metros en adelante
| - Índice 55 e inferiores | - Clásico Peso de Reglamento |

### Carreras Handicaps
1000-1200 metros
| - Índice 30 e inferiores | - Índice 42 al 31 |

1400-1600-1900 metros
| - Índice 11 e inferiores - Índice 23 al 12 | - Índice 37 al 24 |

## Carreras
En el Hipódromo Chile se disputan las competencias todos los sábados y 34 jueves al año, los cuales son en algunas ocasiones jueves por medio, puesto que otros de estos días se disputan jornadas de carreras en el Club Hípico de Concepción, salvo el Jueves Santo, donde por tradición y respeto religioso el tradicional programa de carreras del Club Hípico de Santiago de los días viernes se traslada a dicho jueves.
Las principales carreras que se disputan en el Hipódromo Chile, son las siguientes:
Pruebas de Grupo I:
- “Clásico St. Leger”: 2200 metros, para potrillos y potrancas de 3 años. Forma parte de la Triple Corona Nacional de la hípica chilena, junto al El Ensayo del Club Hípico de Santiago y el Derby del Valparaíso Sporting.
- “Gran Premio Hipódromo Chile”:  2200 metros: Es la prueba más importante para los caballos mayores, se disputa a inicios del mes de mayo.
- “Tanteo de Potrancas": 1500 metros, hembras de 2 años, cierra el proceso 2 años. Inicio Triple corona potrancas.
- "Tanteo de Potrillos": 1500 metros, machos de 2 años, cierra el proceso 2 años.
- “Mil Guineas-María Luisa Solari Falabella”: 1600 metros, hembras de 3 años, Segunda etapa triple corona potrancas.
- “Dos Mil Guineas” 1600 metros. machos y hembras de 3 años.
- “Gran Criterium-Mauricio Serrano Palma”: 1900 metros, donde machos y hembras de la generación, corren por primera vez juntos.
- “Clásico Alberto Solari Magnasco": 2000 metros, hembras de 3 años última etapa Triple corona Potrancas.”

Pruebas de Grupo II:
- “Gran Premio de Honor” 2400 metros, Caballos de 3 años y más, es la Carrera de mayor distancia en dicho hipódromo.
- "Clásico Haras de Chile-Marcel Zarour Atanacio": 2000 metros, para hembras de 3 años y más, anteriormente Grupo I,
- "Gran Premio Criadores-Eugenio Zegers León": 1600 metros, Machos de 2 años.
- "Gran Premio Criadores-Salvador Hess Riveros": 1500 metros, Hembras de 2 años.
- "Domingo 2° Herrera Martínez": 1500 metros, Machos de 3 años
- "Fernando Coloma Reyes" (antes Clásico "Independencia") :1800 metros, Hembras de 3 años. Anteriormente Grupo I.
- "Fernando Moller Bordeu": 1600 metros, Caballos de 3 años y más.

Pruebas de Grupo III:
- "Selección de Potrancas": 1200 metros, hembras de 2 años.
- "Selección de Potrillos": 1200 metros, machos de 2 años.
- "Selección de Velocistas": 1000 metros, caballos 3 años y más.
- "Libertador Bernardo O'Higgins Riquelme": 2000 metros, caballos de 3 años y más.
- "Carlos Allende Navarro": 1500 metros, hembras de 3 años y más.
- "Clásico Pedro del Río Talavera": 2200 metros, caballos de 3 años y más.
- "General José Miguel Carrera Verdugo": 1800 metros, caballos de 3 años y más.
- "Julio Castro Ruíz": 2000 metros, caballos de 3 años y más.
- "Juan Cavieres Mella": 1300 metros, hembras de 2 años.
- "Ignacio Urrutia de la Sotta e Ignacio Urrutia del Río: 1300 metros, machos de 2 años.
- "José Saavedra Baeza": 1500 metros, hembras de 2 años.
- "Víctor Matetic Fernández": 1500 metros, machos de 2 años.

Pruebas Listadas:
- "Guillermo del Pedregal Herrera": 2000 metros, machos y hembras de 3 años, es la antesala del "St Leger", suele correrse entre 3 semanas y un mes antes de la Carrera del año.
- "Gran Handicap de Chile": 1600 metros, caballos de 3 años y más, prueba más importante para los milleros.
- "Julio Prado Amor": 2000 metros, caballos de 3 años y más.
- "Luis Vera Calderón & Luis Vera Giannini": 1800 metros, machos de 3 años.
- "Constancio Silva Mandiola": 1500 metros, hembras de 3 años y más.
- "Francisco Astaburuaga Ariztía": 1600 metros, machos y hembras de 3 años.
- "Coronel Santiago Bueras": 1600 metros, hembras de 3 años y más.
- "Raúl Spoerer Carmona y Raúl Spoerer Urrutia": 1400 metros, machos de 2 años.

Otros Clásicos:
- "Iniciación": 1000 metros: donde machos y hembras de 2 años, corren por primera vez, es la prueba más importante para los debutantes.

## Locutores y relatores
Locutores:
- Elías Gómez M. (locutor oficial)
- Pedro Antonio Molina S. (locutor)
- Sergio Dí Lorenzo (locutor)
- Ignacio Pacheco A. (locutor)

Relatores:
- Mauricio Olivares G. (relator oficial)
- Ricardo Muñoz O. (relator)
- Fabián Martínez S. (relator de reemplazo)

Noteros:
- Alejandra Sánchez U. (notera desde la troya)

## Suspensión de carreras por COVID-19
En la segunda mitad del mes de marzo de 2020, debido a la Pandemia de enfermedad por Coronavirus, el recinto decidió postergar las jornadas de carreras hasta nuevo aviso, la cual fue inmediatamente aceptada por el Consejo Superior de la Hípica Nacional, salvo los cotejos matinales.

### Retorno a la actividad
El Consejo Superior de la Hípica Nacional, en conjunto con el Ministerio de Salud con motivo de la Pandemia de enfermedad por Coronavirus, la actividad hípica regresó desde el sábado 29 de agosto de 2020 sin público, no obstante solo personal autorizado podía ingresar al recinto.